# 庫帰礁

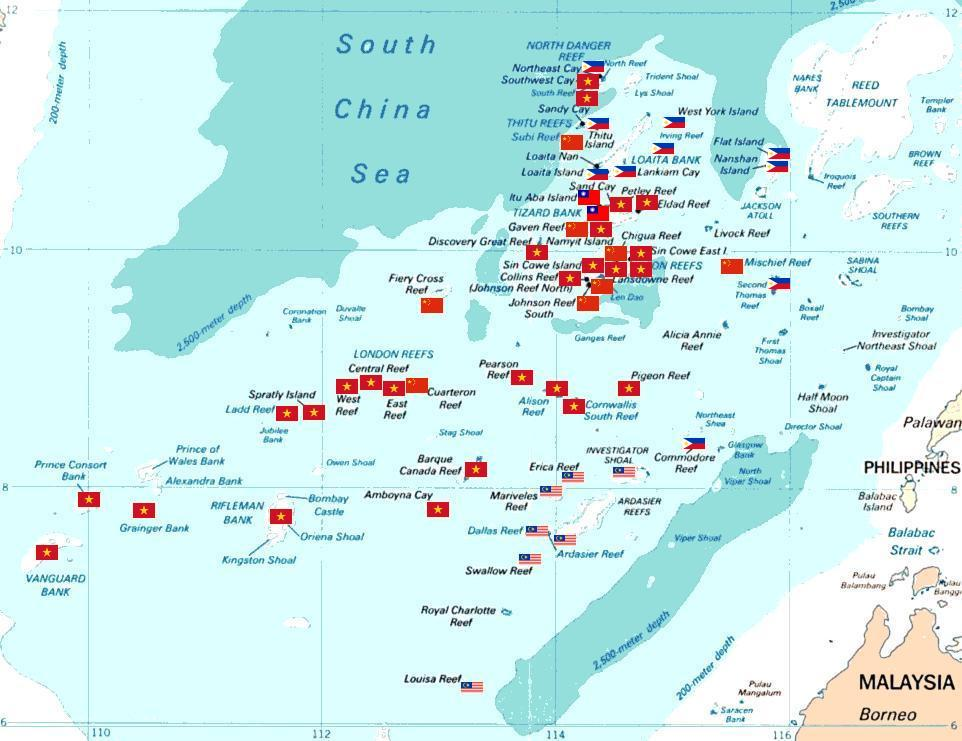
南沙諸島における南シナ海周辺諸国の実効支配状況

庫帰礁（ベトナム語：Đá An Nhơn Bắc / 𥒥安然北）は南沙諸島の南北に並いでいる二つサンゴ礁である。楊信沙洲から3カイリを離れている。
中国語では、ズボンのまち（海南語の意味：“褲帰”）のような形状をしているので、“褲帰”の音読みをちょっと変え、礁名が“庫帰”になった。
中華人民共和国が庫帰礁を実効支配しているが、中華民国（台湾）とベトナムも主権を主張している。